# Paramisophria cluthae
Paramisophria cluthae är en kräftdjursart som beskrevs av T. Scott 1897. Paramisophria cluthae ingår i släktet Paramisophria och familjen Arietellidae. Arten har ej påträffats i Sverige. Inga underarter finns listade i Catalogue of Life.